# Mawab
Mawab ist eine philippinische Stadtgemeinde in der Provinz Davao de Oro. Sie hat 37.065 Einwohner (Zensus 1. August 2015).

## Baranggays
Mawab ist politisch in elf Baranggays unterteilt.
- Andili
- Bawani
- Concepcion
- Malinawon
- Nueva Visayas
- Nuevo Iloco
- Poblacion
- Salvacion
- Saosao
- Sawangan
- Tuboran